# Guy Verhofstadt
Guy Verhofstadt (* 11. dubna 1953, Dendermonde, Belgie) je belgický politik a bývalý premiér Belgie.

## Vzdělání
V roce 1975 ukončil studium práv na státní univerzitě v Gentu. Po studiu pracoval v tomtéž městě jako advokát u advokátské komory.

## Politická činnost
První politické zkušenosti sbíral jako předseda vlámské Asociace liberálních studentů v Gentu, kde působil v letech 1972 až 1974. Od roku 1976 byl členem obecní rady města Gent a v roce 1977 se stal politickým sekretářem předsedy středo-pravicové belgické strany Willy De Clercqa PVV (neplést si s nizozemskou PVV Geerta Wilderse). V následujících letech zaujímal různé posty, jako například první náměstek poslanecké sněmovny Gent-Eeklo (1978) a viceprezident sdružení PVV v Gent-Eeklo (1979). Rovněž v roce 1979 převzal předsednictví mladých PVV a stal se členem předsednictva PVV. Předsedou PVV se stal v roce 1982 a roku 1985 úspěšně vstoupil do Poslanecké sněmovny.
Od roku 1988 byl předsedou stínové vlády. V roce 1989 byl znovu zvolen předsedou PVV (Vlámští liberálové a demokraté) a v roce 1992 obdržel stejný post v VLD. Poté, co nastoupil v roce 1995 jako státní ministr, byl zvolen v květnu téhož roku senátorem a dokonce místopředsedou senátu. 7. června 1997 převzal opět předsednictví VLD.

## Vládní funkce
V letech 1985–1988 byl Verhofstadt vicepremiérem a ministrem pro státní rozpočet a vědecký výzkum. Od 12. července 1999 do 20. března 2008 byl belgickým premiérem.
Tento právník udělal od poloviny 70. let strmou kariéru u belgických liberálů. Na pozadí posledních politických a justičních skandálů v Belgii se Guy Verhofstadt, od poloviny roku 1999 premiér země, podílel na radikální přestavbě systému. Verhofstadtova takzvaná fialovo-zelená koalice, která se skládala ze dvou liberálních, dvou socialistických a dvou zelených stran, se spojila proti křesťanskodemokratické opozici. Když byl jako premiér potvrzen na jaře 2003 pro druhé volební období, stvořil čistě fialovou koalici s liberály a socialisty.
Při belgických parlamentních volbách 10. června 2007 ztratila vládní koalice zřetelně podporu a Verhofstadt po prohraných volbách podal demisi.
Protože Yves Leterme, lídr kandidátky křesťanských demokratů CD&V, po 6 měsících vzdal snahu o vytvoření vlády, pověřil král Albert II. Verhofstadta 3. prosince, aby našel se všemi stranami nějaké řešení z krize. Od 21. prosince 2007 vedl Verhofstadt přechodnou vládu, která se skládala z vlámských a frankofonních křesťanských demokratů a liberálů i frankofonních socialistů, kteří zůstali v úřadu do jmenování nové Letermovy vlády 20. března 2008.

## Další kariéra
V roce 2009 byl zvolen do Evropského parlamentu. V témže roce byl zvolen předsedou skupiny Aliance liberálů a demokratů pro Evropu v EP. Během řecké rozpočtové krize kritizoval řeckého premiéra Tsiprase za schůzku s Vladmirem Putinem a neochotu provádět reformy. Verhofstadt bude zastupovat Evropský parlament při jednáních mezi EU a Velkou Británií o brexitu.
Verhofstadt se hlásí k eurofederalismu a je zakládajícím členem Spinelliho skupiny.

## Vyznamenání
| Stát        | Stuha | Název                                             | Datum udělení   |
| ----------- | ----- | ------------------------------------------------- | --------------- |
| Belgie      |       | Velkokříž Řádu Leopolda                           | 21. dubna 2008  |
| Belgie      |       | Velkokříž Řádu koruny                             | 5. června 2007  |
| Dánsko      |       | Velkokříž Řádu Dannebrog                          | 2002            |
| Finsko      |       | Velkokříž Řádu bílé růže                          | 30. března 2004 |
| Itálie      |       | Rytíř velkokříže Řádu zásluh o Italskou republiku | 20. února 1986  |
| Norsko      |       | Velkokříž Norského královského řádu za zásluhy    | 2003            |
| Polsko      |       | Velkokříž Řádu za zásluhy Polské republiky        | 14. října 2004  |
| Portugalsko |       | Velkokříž Řádu prince Jindřicha                   | 8. března 2006  |
| Řecko       |       | Velkokříž Řádu cti                                | 2005            |
| Španělsko   |       | Rytíř velkokříže Řádu Isabely Katolické           | 2000            |
| Švédsko     |       | Komtur velkokříže Řádu polární hvězdy             | 2001            |

## Knihy
- Europe's Last Chance. Why the European States Must Form a More Perfect Union. New York 2016. ISBN 978-0-465-09685-5